# Otto Bode (Biologe)
Otto Wilhelm Ludwig Bode (* 5. Mai 1913 in Stadtoldendorf; † 7. Oktober 1981 in Braunschweig) war ein deutscher Biologe, Virologe und Hochschullehrer.

## Leben und Wirken
Otto Bode wurde am 5. Mai 1913 als Sohn eines Lehrers in Stadtoldendorf geboren. Er besuchte das Staatliche Reform-Gymnasium in Holzminden, wo er sich dem dortigen Primaner-Verein anschloss. Nach bestandenem Abitur 1932 nahm er das Studium der Biologie, Mathematik und Physik an der Georg-August-Universität in Göttingen auf. Dort wurde er Mitglied der Burschenschaft Holzminda. Nach bestandenem Examen 1938 und Promotion 1940 absolvierte er seinen Kriegsdienst im Zweiten Weltkrieg. Dieser wurde für ihn durch eine schwere Verwundung am Bein schnell beendet, so dass er nach seiner Genesung bei seinem Doktorvater Professor Richard Harder im Botanischen Institut der Universität Göttingen tätig wurde. Danach wechselte er als wissenschaftlicher Assistent zur Dienststelle für Viruspathologie der Pflanzen der Biologischen Reichsanstalt in Berlin-Dahlem, wurde gegen Ende des Krieges Leiter einer Zweigstelle der Reichsanstalt in Aschersleben und kam 1945 nach Celle zum Institut für Kleintierzucht. Im Jahr 1954 übernahm er die Leitung des Instituts für Viruskrankheiten der Biologischen Bundesanstalt in Braunschweig, wo er im Jahr 1969 zum Direktor und Professor ernannt wurde. 1978 ging er in Pension. Er starb am 7. Oktober 1981 in Braunschweig.
Wissenschaftlich tätig war er vor allem im Bereich der Pflanzenvirologie und veröffentlichte zahlreiche Publikationen über die verschiedensten virologischen Probleme. Sein Hauptverdienst ist in seinen Forschungen zur Kartoffelvirologie zu sehen, denen er sich seit Ende der 1950er Jahre in besonderem Maße widmete, nachdem die Kartoffelwirtschaft und der Kartoffelanbau durch extrem gefährliche Viren bedroht wurden.
Seit Beginn an war er Mitglied der EAPR (European Association for Potato Research = Europäische Gesellschaft der Kartoffelforschung), deren Abteilung 'Virology' er maßgeblich mitentwickelte.

## Schriften
- Die Wirkung der Lichtqualität und Lichtquantität auf die Chloropastenfarbstoffe bei Helodea canadensis. Göttingen 1938. (zusammen mit Richard Harder und Wilhelm Simonis)
- Assimilation, Atmung und Plastidenfarbstoffe in verschiedenfarbigem Licht aufgezogener Fontinalis-Pflanzen. Göttingen 1940, Dissertation.

## Ehrungen und Auszeichnungen
- 1978  Silberne Max-Eyth-Gedenkmünze
- 1979  Bundesverdienstkreuz am Bande